# Mimosa studartiana
Mimosa studartiana är en ärtväxtart som beskrevs av Huber. Mimosa studartiana ingår i släktet mimosor, och familjen ärtväxter. Inga underarter finns listade i Catalogue of Life.